# Giovanni Gentile
Giovanni Gentile (født 30. maj 1875 i Trapani på Sicilien, død 15. april 1944 i Firenze) var en italiensk filosof og politiker. Han regnes som fascismens vigtigste ideolog.
Gentile studerede filosofi i Palermo, og var senere lærer. I 1917 begyndte han at arbejde ved universitetet i Pisa. Han sluttet sig til fascisterne i 1922 og var uddannelsesminister i den første regeringen under Benito Mussolini. Som uddannelsesminister gennemførte Gentile en skolereform, som blev opkaldt efter ham. Han var også hovedredaktør for Treccani-leksikonet.
Gentile var overbevist fascist til sin død. Han blev myrdet i 1944, formodentlig af en partisan, men de nærmere omstændigheder omkring drabet blev aldrig opklaret.